# San Diego Film Critics Society Awards 2015
I premi del 20° San Diego Film Critics Society Awards sono stati annunciati il 14 dicembre 2015.
Le candidature sono state annunciate l'11 dicembre 2015.

## Premi e candidature

### Miglior film
- Mad Max: Fury Road, regia di George Miller
- Brooklyn, regia di John Crowley
- Ex Machina, regia di Alex Garland
- Room, regia di Lenny Abrahamson
- Il caso Spotlight (Spotlight), regia di Tom McCarthy

### Miglior film di animazione
Anomalisa, regia di Charlie Kaufman e Duke Johnson
- Il viaggio di Arlo (The Good Dinosaur), regia di Peter Sohn
- Inside Out, regia di Pete Docter e Ronnie del Carmen
- Snoopy & Friends - Il film dei Peanuts (The Peanuts Movie), regia di Steve Martino
- Shaun, vita da pecora - Il film (Shaun the Sheep Movie), regia di Richard Starzak e Mark Burton

### Miglior attore
- Leonardo DiCaprio – Revenant - Redivivo (The Revenant)
- Bryan Cranston – L'ultima parola - La vera storia di Dalton Trumbo (Trumbo)
- Matt Damon – Sopravvissuto - The Martian (The Martian)
- Jason Segel – The End of the Tour - Un viaggio con David Foster Wallace (The End of the Tour)
- Jacob Tremblay – Room

### Miglior attrice
- Brie Larson – Room
- Charlotte Rampling – 45 anni (45 Years)
- Saoirse Ronan – Brooklyn
- Charlize Theron – Mad Max: Fury Road
- Alicia Vikander – Ex Machina

### Miglior attore non protagonista
- Tom Noonan – Anomalisa
- RJ Cyler – Quel fantastico peggior anno della mia vita (Me and Earl and the Dying Girl)
- Paul Dano – Love & Mercy
- Oscar Isaac – Ex Machina
- Mark Rylance – Il ponte delle spie (Bridge of Spies)

### Migliore attrice non protagonista
- Jennifer Jason Leigh – The Hateful Eight
- Olivia Cooke – Quel fantastico peggior anno della mia vita (Me and Earl and the Dying Girl)
- Helen Mirren – L'ultima parola - La vera storia di Dalton Trumbo (Trumbo)
- Kristen Stewart – Sils Maria (Clouds of Sils Maria)
- Alicia Vikander – The Danish Girl

### Miglior artista emergente
- Jacob Tremblay
- Abraham Attah
- Sean Baker
- Emory Cohen
- Alicia Vikander

### Miglior cast
- Vita da vampiro - What We Do in the Shadows (What We Do in the Shadows)
- La grande scommessa (The Big Short)
- The Hateful Eight
- Inside Out
- Il caso Spotlight (Spotlight)
- Straight Outta Compton

### Miglior regista
- George Miller – Mad Max: Fury Road
- Lenny Abrahamson – Room
- John Crowley – Brooklyn
- Alejandro G. Iñárritu – Revenant - Redivivo (The Revenant)
- Tom McCarthy – Il caso Spotlight (Spotlight)

### Miglior fotografia
- Roger Deakins – Sicario
- Yves Bélanger – Brooklyn
- Emmanuel Lubezki – Revenant - Redivivo (The Revenant)
- John Seale – Mad Max: Fury Road
- Dariusz Wolski – Sopravvissuto - The Martian (The Martian)
- Marcell Rév - White God - Sinfonia per Hagen (White God)

### Miglior documentario
- Cartel Land, regia di Matthew Heineman
- Amy, regia di Asif Kapadia
- Malala (He Named Me Malala), regia di Davis Guggenheim
- Meru, regia di Jimmy Chin ed Elizabeth Chai Vasarhelyi
- La fabbrica del rock - The Wrecking Crew (The Wrecking Crew), regia di Denny Tedesco

### Miglior montaggio
- Margaret Sixel e Jason Ballantine – Mad Max: Fury Road
- Michael Kahn – Il ponte delle spie (Bridge of Spies)
- Stephen Mirrione – Revenant - Redivivo (The Revenant)
- Nathan Nugent – Room
- Pietro Scalia – Sopravvissuto - The Martian (The Martian)
- Joe Walker – Sicario

### Migliore scenografia
- François Séguin – Brooklyn
- Mark Digby – Ex Machina
- Colin Gibson – Mad Max: Fury Road
- Arthur Max – Sopravvissuto - The Martian (The Martian)
- Adam Stockhausen – Il ponte delle spie (Bridge of Spies)

### Migliori effetti sonori
- Mad Max: Fury Road
- Ex Machina
- Love & Mercy
- Sopravvissuto - The Martian (The Martian)
- Sicario

### Migliore colonna sonora
- The Hateful Eight
- Love & Mercy
- Mad Max: Fury Road
- Sicario
- Straight Outta Compton

### MIgliori effetti speciali
- The Walk
- Ex Machina
- Jurassic World
- Mad Max: Fury Road
- Sopravvissuto - The Martian (The Martian)

### Migliore sceneggiatura originale
- Jemaine Clement e Taika Waititi – Vita da vampiro - What We Do in the Shadows (What We Do in the Shadows)
- Noah Baumbach – Mistress America
- Alex Garland – Ex Machina
- Tom McCarthy e Josh Singer – Il caso Spotlight (Spotlight)
- Quentin Tarantino – The Hateful Eight

### Migliore adattamento della sceneggiatura
- Emma Donoghue – Room
- Drew Goddard – Sopravvissuto - The Martian (The Martian)
- Nick Hornby – Brooklyn
- Charlie Kaufman – Anomalisa
- Donald Margulies – The End of the Tour - Un viaggio con David Foster Wallace (The End of the Tour)

### Miglior film in lingua straniera
- Taxi Teheran, regia di Jafar Panahi • Iran
- Goodnight Mommy (Ich seh, Ich seh), regia di Veronika Franz e Severin Fiala • Austria
- Il segreto del suo volto (Phoenix), regia di Christian Petzold • Germania
- Un piccione seduto su un ramo riflette sull'esistenza (En duva satt på en gren och funderade på tillvaron), regia di Roy Andersson • Svezia / Germania / Norvegia / Francia

### Miglior Body of Work
- Alicia Vikander